# Andrés Salazar
El general Andrés Salazar fue un militar mexicano que participó en la Guerra Cristera. Ostentó el grado de general. Al general Andrés Salazar se le dio la orden durante el Asalto de Manzanillo de atacar por la entrada de Villa de Álvarez a las tropas federales, lo que no funcionó pues lo realizó el 24 de mayo por la tarde, cuando ya habían sido derrotadas las fuerzas cristeras en Colima por el general Heliodoro Charis y el gobernador Laureano Cervantes.